# Ernesto Corripio Ahumada

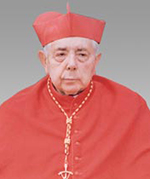
Ernesto Corripio Ahumada

Ernesto Corripio y Ahumada (Tampico, 29 juni 1919 - Mexico-Stad, 10 april 2008) was een Mexico rooms-katholiek geestelijke. Hij was aartsbisschop van Mexico-Stad en kardinaal.
Corripio werd geboren in de staat Tamaulipas, maar studeerde in Puebla en Rome, waar hij in 1942 tot priester werd gewijd. Hij werd docent en later vicerector van het seminarie van Tampico en was secretaris van het bisdom Tampico. In 1952 werd Corripio benoemd tot hulpbisschop van Tampico en titulair bisschop van Zapara. Hij werd op 19 maart 1953	 tot bisschop gewijd. In 1956 werd hij bisschop van Tampico en nam in deze hoedanigheid deel aan het Tweede Vaticaans Concilie. In 1967 werd hij aartsbisschop van Antequera, in 1976 aartsbisschop van van Puebla de los Ángeles, en in 1977 aartsbisschop van Mexico-Stad.  
In 1979 benoemde Johannes Paulus II Corripio tot kardinaal. Mede dankzij zijn inspanningen werden in 1992 de diplomatieke betrekkingen tussen Mexico en de Heilige Stoel hersteld. Corripio ging met emeritaat in 1994 en werd opgevolgd door Norberto Rivera.
- Gemeinsame Normdatei: 123091238X
- International Standard Name Identifier: 0000 0001 1448 805X
- Library of Congress Control Number: n86000136
- Virtual International Authority File: 77787118
- WorldCat: E39PBJtxmP4MVbW9ChyDrfWxDq